# 신의 안산성
신의 안산성은 전라남도 신안군 신의면 상태서리 서리마을에 있다. 2000년 1월 31일 신안군의 향토유적 제13호로 지정되었다.

## 개요
진도 남도포진 소속의 영장급 소규모 돈대로 54명이 주둔하며 봉수대를 겸하던 방어시설로 추정된다.